# František Gibic
František Gibic (27. května 1914 Březiněves – 27. listopadu 1988, Praha) byl československý fotbalista, útočník, levé křídlo.[zdroj?] Po skončení aktivní kariéry působil jako rozhodčí a trenér.

## Fotbalová kariéra
Kopanou začal hrát hadrákem z ponožek a punčoch ukradených matce v rodné Březiněvsi a Ďáblicích, kam docházel do základní školy. Na měšťanské škole ho pro sebe získala Viktoria 8. Za gól dostával buřt od pana restauratéra, fanouška Viktorie. Později roku 1934 ho koupil Meteor VIII. Hostoval v různých týmech. Hrál i v zahraničí (Švédsko, Francie, Severní Afrika). V československé lize hrál za SK Plzeň a Bohemia AFK Vršovice. Nastoupil ve 104 ligových utkáních a dal 37 ligových gólů. Hráčskou kariéru ukončil roku 1952 ve 38 letech.

## Ligová bilance
| Ročník               | Zápasy | Góly | Klub                 |
| -------------------- | ------ | ---- | -------------------- |
| Státní liga 1935/36  | -      | 9    | SK Plzeň             |
| Státní liga 1936/37  | -      | 5    | SK Plzeň             |
| Státní liga 1937/38  | -      | 2    | SK Plzeň             |
| Státní liga 1938/39  | 11     | 3    | SK Plzeň             |
| Národní liga 1939/40 | -      | 9    | SK Plzeň             |
| Národní liga 1940/41 | -      | 1    | SK Plzeň             |
| Národní liga 1941/42 | -      | 6    | SK Plzeň             |
| Národní liga 1941/42 | 7      | 2    | Bohemia AFK Vršovice |
| CELKEM 1. česká liga | 104    | 37   |                      |